# Justin Kerr
Justin Leigh Kerr (* 1. Dezember 1979 in Tokoroa) ist ein ehemaliger neuseeländischer Radrennfahrer.
Justin Kerr wurde 2004 neuseeländischer Vizemeister im Straßenrennen hinter Heath Blackgrove. In der Saison 2006 konnte er zwei Etappen sowie die Gesamtwertung der Tour of Taranaki für sich entscheiden. Im Jahr darauf gewann er zwei Etappen der Tour of Pakistan und wurde Zweiter der Gesamtwertung. Außerdem war er auf einem Teilstück der Tour of Islamabad erfolgreich. Ab Mitte der Saison 2007 fuhr Kerr für das belgische Continental Team Babes Only-Villapark Lingemeer-Flanders. In der Gesamtwertung der UCI Oceania Tour 2007 belegte er den 15. Rang.

## Erfolge
2008
- eine Etappe Tour of Southland

## Teams
- 2007 Babes Only-Villapark Lingemeer-Flanders (ab 10.05.)